# Al Skinner
Albert L. "Al" Skinner jr. (Mount Vernon, Nueva York, 16 de junio de 1952) es un exjugador y entrenador de baloncesto estadounidense que disputó cuatro temporadas en la NBA, dos más en la ABA y una última en la liga española. Con 1,91 metros de estatura, jugaba en la posición de base. Como entrenador dirigió a los Rhode Island Rams y los Boston College Eagles de la División I de la NCAA durante 22 temporadas. En la actualidad es entrenador principal en la Universidad de Kennesaw State.

## Trayectoria deportiva

### Universidad
Jugó durante tres temporadas con los Minutemen de la Universidad de Massachusetts, en las que promedió 15,6 puntos y 9,5 rebotes por partido. Lideró la Yankee Conference en anotación en 1974, con 18,7 puntos por partido, siendo incluido en el mejor quinteto de su conferencia en las tres temporadas. En 1973 consiguió el primer triple-doble de la historia de los Minutemen.

### Profesional
Fue elegido en el puesto 160 del Draft de la NBA de 1974 por Boston Celtics, pero fue descartada su contratación, fichando como agente libre por los New York Nets de la ABA. En su segunda temporada en el equipo, junto a jugadores como Julius Erving o John Williamson, consiguieron ganar el campeonato, derrotando a los Denver Nuggets en las Finales. Skinner firmó una excelente temporada, promediando 10,4 puntos, 3,7 rebotes y 3,4 asistencias por partido,
Al año siguiente la ABA desapareció, y el equipo se unió a la NBA. En su primera temporada en la nueva competición mejoró sus números, acabando con 12,6 puntos y 4,6 rebotes por partido. Poco después del comienzo de la temporada 1977-78 es traspasado, junto con dos futuras segundas rondas del draft a los Detroit Pistons, a cambio de Howard Porter y Kevin Porter.
En los Pistons Juega una temporada como suplente de Eric Money, promediando 7,0 puntos y 2,5 rebotes por partido. Tras ser despedido, ficha como agente libre de nuevo con los Nets, quienes semanas más tarde lo traspasan junto con el propio Money a Philadelphia 76ers, a cambio e Harvey Catchings y Ralph Simpson,
Mediada la temporada 1979-80, y tras haber disputado solo 2 partidos, es despedido. Al año siguiente se marcha a jugar al Joventut de Badalona de la liga española, sustituyendo a Steve Wright. Esa temporada consiguió ganar la Copa Korać derrotando al Carrera Venezia de Drazen Dalipagic y Spencer Haywood en una polémica final con prórroga incluida, en la que Skinner anotó 19 puntos.

### Entrenador
Comenzó su carrera de entrenador como asietente en el Marist College en 1982, donde permaneció dos temporadas hasta que en 1984 ocupó el mismo puesto en la Universidad de Rhode Island, donde asumió el puesto de primer entrenador en 1988. Se mantuvo en el puesto durante 9 temporadas, en las cuales llevó al equipo en dos ocasiones al Torneo de la NCAA y en otras dos al NIT. En 1992 fue elegido Entrenador del Año de la Atlantic 10 Conference. En total consiguió 138 victorias por 126 derrotas. Curiosamente, en 20 enfrentamientos contra su alma mater, solo consiguió 2 victorias.
En abril de 1997 fue contratado como entrenador del Boston College, permeneciendo 13 temporadas en el cargo, de las cuales 7 disputaron el Torneo de la NCAA y una el NIT. Fue elegido en 2001 y 2005 como Entrenador del Año de la Big East Conference, y en 2001 además fue galardonado con el Premio Henry Iba al mejor entrenador del año. En total logró 247 victorias y 165 derrotas.

## Estadísticas de su carrera en la NBA y la ABA

### Temporada regular
| Temporada | Edad | Equipo             | Liga  | P   | TIT | MIN  | TC  | TCA  | %TC  | 3P  | 3PA | %3P  | TL  | TLA | %TL  | R.OF. | R.DEF. | REB | ASIS | ROB | TAP | PER | FP  | PTS  |
| 1974-75   | 22   | New York Nets      | ABA   | 51  |     | 15.2 | 2.5 | 5.2  | .489 | 0.0 | 0.1 | .333 | 1.4 | 1.8 | .766 | 0.8   | 1.5    | 2.4 | 2.4  | 0.6 | 0.3 | 1.3 | 2.2 | 6.5  |
| 1975-76   | 23   | New York Nets      | ABA   | 83  |     | 25.1 | 4.0 | 8.5  | .470 | 0.0 | 0.1 | .250 | 2.4 | 2.9 | .842 | 1.2   | 2.5    | 3.7 | 3.4  | 1.1 | 0.6 | 2.0 | 3.0 | 10.4 |
| 1976-77   | 24   | New York Nets      | NBA   | 79  |     | 28.6 | 4.8 | 11.2 | .431 |     |     |      | 2.9 | 3.7 | .791 | 1.4   | 3.2    | 4.6 | 3.7  | 1.3 | 0.7 |     | 3.5 | 12.6 |
| 1977-78   | 25   | TOTAL              | NBA   | 77  |     | 20.1 | 2.9 | 6.3  | .455 |     |     |      | 2.1 | 2.6 | .798 | 0.9   | 2.0    | 2.9 | 1.9  | 0.8 | 0.3 | 2.1 | 3.1 | 7.9  |
| 1977-78   | 25   | New Jersey Nets    | NBA   | 8   |     | 34.6 | 5.1 | 12.6 | .406 |     |     |      | 4.9 | 5.5 | .886 | 1.8   | 4.8    | 6.5 | 4.1  | 1.6 | 0.6 | 3.6 | 4.3 | 15.1 |
| 1977-78   | 25   | Detroit Pistons    | NBA   | 69  |     | 18.5 | 2.6 | 5.6  | .468 |     |     |      | 1.8 | 2.3 | .774 | 0.8   | 1.7    | 2.5 | 1.6  | 0.8 | 0.2 | 1.9 | 3.0 | 7.0  |
| 1978-79   | 26   | TOTAL              | NBA   | 45  |     | 14.3 | 2.0 | 4.8  | .425 |     |     |      | 2.2 | 2.5 | .868 | 0.6   | 1.3    | 1.9 | 2.0  | 0.9 | 0.1 | 1.6 | 2.5 | 6.2  |
| 1978-79   | 26   | New Jersey Nets    | NBA   | 23  |     | 14.5 | 2.4 | 5.4  | .440 |     |     |      | 3.1 | 3.6 | .878 | 0.5   | 1.3    | 1.8 | 2.1  | 1.0 | 0.1 | 1.7 | 2.3 | 7.9  |
| 1978-79   | 26   | Philadelphia 76ers | NBA   | 22  |     | 14.0 | 1.6 | 4.0  | .404 |     |     |      | 1.2 | 1.5 | .844 | 0.7   | 1.3    | 2.0 | 1.8  | 0.8 | 0.0 | 1.5 | 2.8 | 4.5  |
| 1979-80   | 27   | Philadelphia 76ers | NBA   | 2   |     | 5.0  | 0.5 | 1.0  | .500 | 0.0 | 0.0 |      | 0.0 | 0.0 |      | 0.0   | 0.0    | 0.0 | 1.0  | 0.0 | 0.0 | 1.0 | 0.5 | 1.0  |
| Total     |      |                    | TOTAL | 337 |     | 21.7 | 3.4 | 7.6  | .452 | 0.0 | 0.1 | .273 | 2.3 | 2.8 | .813 | 1.0   | 2.2    | 3.3 | 2.8  | 1.0 | 0.4 | 1.8 | 3.0 | 9.1  |
|           |      |                    | NBA   | 203 |     | 22.0 | 3.4 | 7.8  | .437 | 0.0 | 0.0 |      | 2.4 | 3.0 | .808 | 1.0   | 2.3    | 3.3 | 2.6  | 1.0 | 0.4 | 1.9 | 3.1 | 9.3  |
|           |      |                    | ABA   | 134 |     | 21.3 | 3.4 | 7.2  | .475 | 0.0 | 0.1 | .273 | 2.1 | 2.5 | .821 | 1.0   | 2.2    | 3.2 | 3.0  | 0.9 | 0.5 | 1.8 | 2.7 | 8.9  |

### Playoffs
| Temporada | Edad | Equipo             | Liga  | P  | MIN | TCA | TC  | 3PA | 3P | TLA | TL | R.OF. | REB | ASIS | ROB | TAP | PER | FP | PTS | %TC  | %3P   | %FT  | MIN  | PTS | REB | AST |
| 1974-75   | 22   | New York Nets      | ABA   | 1  | 9   | 1   | 2   | 0   | 0  | 3   | 4  | 1     | 2   | 0    | 0   | 0   | 1   | 1  | 5   | .500 |       | .750 | 9.0  | 5.0 | 2.0 | 0.0 |
| 1975-76   | 23   | New York Nets      | ABA   | 13 | 287 | 44  | 101 | 1   | 1  | 39  | 50 | 24    | 48  | 28   | 21  | 2   | 25  | 45 | 128 | .436 | 1.000 | .780 | 22.1 | 9.8 | 3.7 | 2.2 |
| 1978-79   | 26   | Philadelphia 76ers | NBA   | 5  | 47  | 6   | 17  |     |    | 6   | 8  | 5     | 10  | 11   | 3   | 1   | 6   | 6  | 18  | .353 |       | .750 | 9.4  | 3.6 | 2.0 | 2.2 |
| Total     |      |                    | TOTAL | 19 | 343 | 51  | 120 | 1   | 1  | 48  | 62 | 30    | 60  | 39   | 24  | 3   | 32  | 52 | 151 | .425 | 1.000 | .774 | 18.1 | 7.9 | 3.2 | 2.1 |
|           |      |                    | ABA   | 14 | 296 | 45  | 103 | 1   | 1  | 42  | 54 | 25    | 50  | 28   | 21  | 2   | 26  | 46 | 133 | .437 | 1.000 | .778 | 21.1 | 9.5 | 3.6 | 2.0 |
|           |      |                    | NBA   | 5  | 47  | 6   | 17  |     |    | 6   | 8  | 5     | 10  | 11   | 3   | 1   | 6   | 6  | 18  | .353 |       | .750 | 9.4  | 3.6 | 2.0 | 2.2 |